# Ichneumon appetens
Ichneumon appetens är en stekelart som beskrevs av Johann Heinrich Carl Kawall 1868. Ichneumon appetens ingår i släktet Ichneumon och familjen brokparasitsteklar. Inga underarter finns listade i Catalogue of Life.